# Joseph Lemling

Joseph Lemling um 1860

Joseph Lemling (* 17. Januar 1825 in Marmagen; † 28. Dezember 1894 ebenda) war ein deutscher Fotograf und Pionier der Fototechnik, Verfasser zahlreicher Fachschriften zur Fototechnik und -praxis. Er entwickelte 1846 die ersten fotografischen Positiv-Verfahren mit Jodsilberpapier.

## Leben
Joseph Lemling (auch Lemmling) wurde am 17. Januar 1825 in Marmagen geboren. Seine Eltern waren der Händler Johann Lemling aus Sülm und Anna Maria Romag aus Schwammert bei Müllenborn. Joseph Lemling heiratete 1872 Gertrud Heihs aus Urft und hatte mit ihr drei Kinder. Er lebte in Marmagen, wo seine Eltern einen Krämerladen betrieben, und unterhielt in seinem Wohnhaus „In den Höfen“ eine eigene Fotowerkstatt. Er starb am 28. Dezember 1894 in Marmagen.

Mit einer solchen Daguerreotypie-Kamera machte Joseph Lemling um 1850 die ersten fotografischen Aufnahmen der Eifel

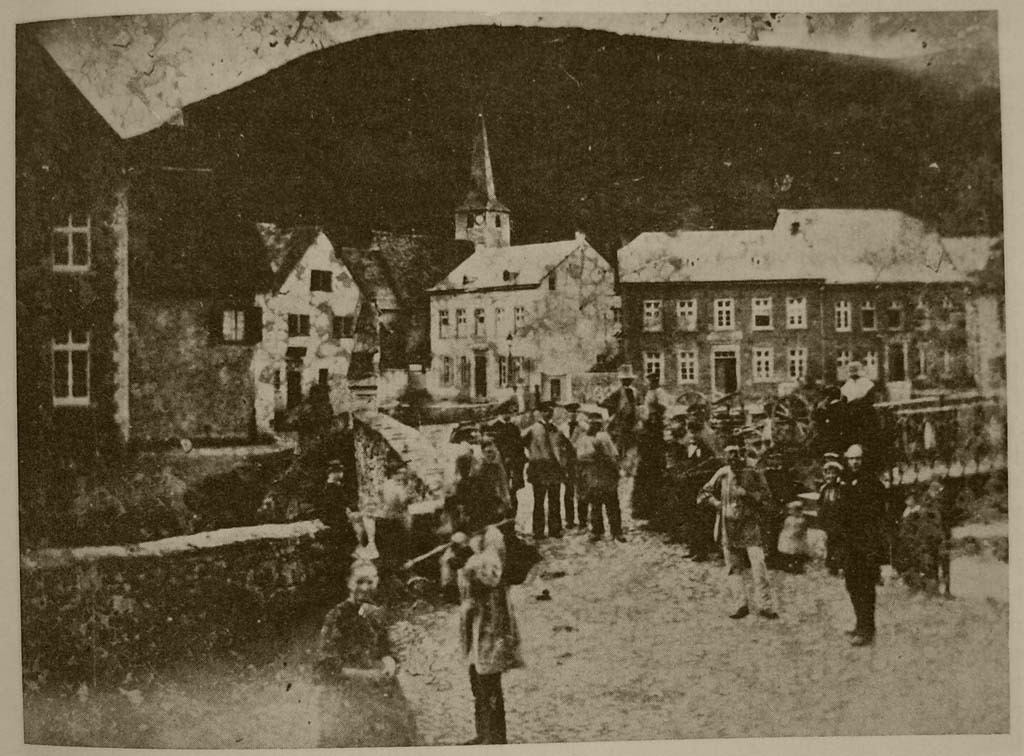
Gemünd (Eifel) 1855 Daguerreotypie von Josef Lemling

Mit Hilfe des von ihm weiter entwickelten Photoverritverfahrens reproduzierte Lemling das Bild seiner Tochter Caroline zweifach auf eine Kachel

Seine Tätigkeit als Fotograf begann Lemling nach eigenen Angaben bereits 1846 als 21-Jähriger. Sie führte ihn auf teils längere Reisen u. a. nach Berlin, Wien bis hin nach Teheran, wo er als Fotograf des Schahs von Persien über eine Fotowerkstatt im Regentenpalast verfügte. Bereits 1857 bot er seine Dienste als Fotograf in einer Anzeige im „Unterhaltungsblatt und Anzeiger für den Kreis Schleiden“ an.

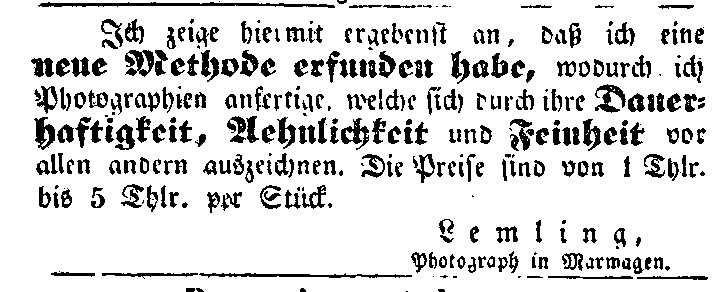
Anzeige aus dem Unterhaltungsblatt des Kreises Schleiden vom 23. Oktober 1857

Joseph Lemling publizierte seine Entdeckungen und Erfahrungen auf dem Gebiet der fotografischen Positiv-Verfahren in zahlreichen Veröffentlichungen. Als renommierter Fotograf versuchte er dabei, „das geistige und künstlerische Niveau eines zum rein handwerklichen Gewerbe gewordenen Standes zu heben“. Er „garnierte“ seine Fachbeiträge mit aphoristischen Reimen, was ihm den Beinamen „Dichterphotograph“ einbrachte. Selbst nannte er sich „Erfinder neuer optitechnischer und mechanischer Gravier- und Druckverfahren“. Die von den Fachkollegen als Anmaßung empfundene Rigorosität seiner Darstellungsweise brachte ihm schon zu Lebzeiten heftige Kritik ein. So urteilte Moritz von Rohr in seinem Standardwerk Theorie und Geschichte des photographischen Objektivs außergewöhnlich scharf über Lemling: „Erwähnung verdient hier ein 1875 von dem Photographen JOSEPH LEMLING herausgegebener Versuch historischer Darstellung der Photo-Optik. Das Buch ist rein aus der Praxis heraus geschrieben von einem Manne, der, ohne theoretische Vorbildung zu besitzen, sich über die Wirkungsweise der Objektive seine Ansichten gebildet hatte. Nun mögen ja seine Kenntnisse immerhin noch grösser gewesen sein, als die seiner derzeitigen Kollegen, doch macht das Buch einen konfusen Eindruck und wirkt direkt abstossend durch die maasslose Selbstüberschätzung des häufig nur halb unterrichteten Verfassers, der, Ehrlichkeit und Unhöflichkeit als untrennbar ansehend, seine dunklen Orakelsprüche in einem ganz ungehörigen Tone abgiebt. Die eingestreuten Verse passen ausgezeichnet zu der ganzen Art der Darstellung.“
Zu den wenigen erhaltenen Fotografien von Joseph Lemling zählen die nebenstehende Aufnahme von Gemünd (Urftbrücke), die sich in Privatbesitz befindet, und zwei im Heimatmuseum des Eifelkreises Bitburg-Prüm erhaltene Ansichten der Eifelstädte Bitburg und Prüm. Sie sind die ältesten bekannten Aufnahmen der Eifel und stammen aus den 1850er Jahren.

## Entdeckungen
Joseph Lemling gilt als einer der frühen Pioniere auf dem Gebiet der fotografischen Positiv-Verfahren. Seit 1845 experimentierte er mit verschiedenen Entwicklungspapieren und entdeckte, dass mit der Verwendung von Jodsilberpapier eine höhere Haltbarkeit der Fotografien zu erzielen sei. Erstmals berichtete er darüber in einem Aufsatz im Photographischen Journal von 1858.

## Veröffentlichungen

Titelseite der populärsten Schrift von Josef Lemling

- Der Praktische Photograph. Zweite Aufl., Neuhoff, Braunschweig 1862, Digitalisat.
- Der Forscher auf dem Gesamtgebiet der praktischen Photographie. Heuser, Neuwied & Leipzig 1865.
- Neue Resultate und Consequenzen für die Praxis der Photographie, Lithographie, des Kupferdrucks etc. 1. Halbband 1866, Verlag der J. H. Heuser’schen Buchhandlung, Neuwied & Leipzig 1866, Digitalisat
- Die photographischen Fortschritte der neuesten Zeit. Ein Handbuch für alle denkenden und vorwärts strebenden Photographen, Porzellan- und Glasmaler, Xylographen, Lithographen etc. Frethlöh, Lüdenscheid 1869, Digitalisat
- Die Photoverrotypie. Gründliche und leicht fassliche Anleitung zur Erlernung des unter den Namen: Lichtdruck, Glasdruck etc. in ein tiefes, geheimnisvolles Dunkel gehüllten photographischen Gelatinedrucks, eine der wichtigsten und nützlichsten Entdeckungen und Verbesserungen für Photographen und Lithographen etc., auf eigene Erfahrungen begründet. Voigtländer. Lüdenscheid 1870.
- Der Freund des Photographen. Heuser, Neuwied 1875.
- Die Photographie im Dienste der Industrie. Heuser, Neuwied / Leipzig 1884.
- Die neuesten Entdeckungen und Erfahrungen im Gesamtgebiet der praktischen Photographie. Heuser, Neuwied / Leipzig 1886.
- Der Photochemiker und die Hausindustrie. Gründliche Mitteilungen über die wichtigsten und unentbehrlichsten optisch-chemischen Hilfsmittel, mit Berücksichtigung der bewährten Fortschritte der Moment-Photographie, Vergrösserung und Landschafterei auf Papier zur Erzielung brauchbarer Originalien für meine praktisch bewährten Gravir- und Druckverfahren, welche allen Künsten, Wissenschaften u.s.w., besonders aber der Klein- und Hausindustrie zu ihrem Aufschwunge durchaus nöthig sind, aus den Notizen eigener Erfahrung gesammelt, II. Bändchen. W. Knapp, Halle a.S. 1888.

Lemling war zudem regelmäßiger Mitarbeiter folgender fotografischer Zeitschriften:
- Photographisches Journal, hrsg. v. Wilhelm Horn, 1858.
- Photographisches Wochenblatt, 1875.
- Photographische Korrespondenz von 1877–1884.
- Eders Jahrbuch von 1888–1891.